# Louis-Alexandre Taschereau
Pour les articles homonymes, voir Taschereau (homonymie).
Pour les autres membres de la famille, voir Famille Taschereau.
Louis-Alexandre Taschereau, né le 5 mars 1867 à Québec et mort le 6 juillet 1952 dans cette même ville, est un avocat et homme politique québécois. Il est élu onze fois dans la circonscription de Montmorency, à partir de 1900. Il est le 14e premier ministre du Québec, fonction qu'il exerce de 1920 à 1936. Il était en poste au moment de la Grande Dépression au Canada dans les années 1930.

## Biographie

### Jeunesse et début de carrière
Né à Québec le 5 mars 1867, fils de Jean-Thomas Taschereau, avocat et juge à la Cour suprême, et de Marie-Louise-Joséphine Caron, Louis-Alexandre Taschereau fait ses études au séminaire de Québec et à l'Université Laval, où il obtient un diplôme en droit. Il est admis au Barreau du Québec le 9 juillet 1889.
En 1903, il devient conseiller du roi.
Après s'être lancé dans la vie politique, il sert comme chef lieutenant au sein du gouvernement libéral de Lomer Gouin. Il pratique sa profession au cabinet d'avocat de Charles Fitzpatrick et de Simon-Napoléon Parent. Il est également journaliste à l'Action libérale et président et vice-président de la Banque d'économie de Québec.
Il est bâtonnier du Québec de 1912 à 1913.
Son oncle Elzéar-Alexandre Taschereau avait été archevêque de Québec et avait lui aussi pris ses distances avec les ultramontains.

### Député au parlement québécois
Élu député à l'Assemblée législative pour la première fois en 1900, il devient plus tard le ministre des Travaux publics sous Lomer Gouin de 1907 à 1919. En 1919, il devient Procureur général de la province de Québec.

### Premier ministre de la province de Québec

#### Développement économique et interventionnisme

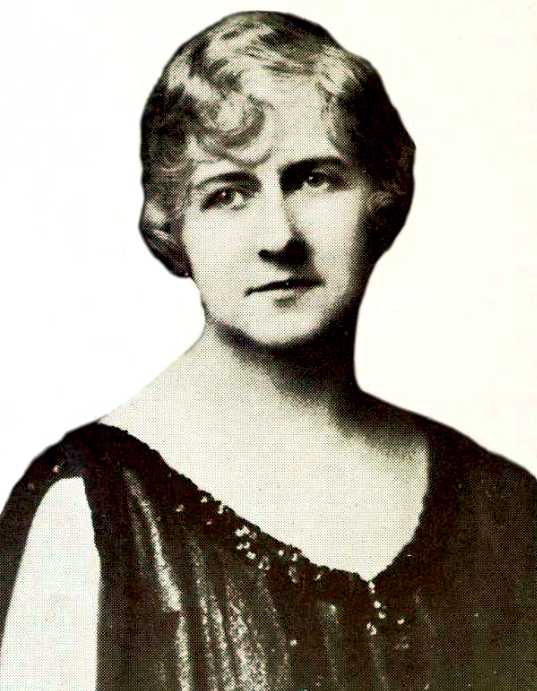
Adine Dionne, épouse de Louis-Alexandre Taschereau, vers 1900.

Élu premier ministre en 1920, à une époque où l'économie nord-américaine commence à éprouver des difficultés qui mèneront finalement à la Grande Dépression, Taschereau encourage vigoureusement le développement, par l'entreprise privée, des ressources forestières et minérales importantes dans la région d'Ungava et de Nunavik que le Parlement du Canada avait ajoutée à la province de Québec.
Pendant la Grande Dépression (crise économique des années 1930), Taschereau se souciant de la précarité d'une partie de la population de la province, créera la première loi sur le chômage.
Un des premiers à prôner l'exploitation de l'énorme potentiel hydraulique des cours d'eau de la province de Québec de même qu'à tracer les voies à une nationalisation de l’hydroélectricité par l'établissement d'une commission provinciale d'enquête sur cette ressource, Taschereau comprend les limites du capital disponible dans un Canada peu peuplé, et travaille activement à attirer des investissements américains pour développer le potentiel industriel du Québec et tenter d'arrêter l'émigration massive vers les États-Unis.
Ses politiques mettent à l'épreuve la société agraire traditionnelle que la dominance et l'influence de l'Église catholique romaine avaient réussi à maintenir au Québec plus longtemps qu'ailleurs en Amérique du Nord. Les libéraux de Taschereau étaient principalement opposés aux nationalistes tels que Henri Bourassa, éditeur du quotidien Le Devoir, et le prêtre catholique Lionel Groulx, éditeur de L'action canadienne-française.
Louis-Alexandre Taschereau instaure également le monopole du gouvernement du Québec sur la vente des vins et spiritueux durant l'ère de la Prohibition aux États-Unis. Il a créé les écoles des beaux-arts à Québec et Montréal et subventionné les œuvres scientifiques et littéraires.

#### Le dossier des écoles juives
Taschereau introduit une mesure en 1930 pour créer un conseil juif qui aurait permis une participation juive au plus haut conseil décisionnel en matière d'éducation au Québec, le Conseil de l'instruction publique du Québec. Trois écoles protestantes majoritairement fréquentées par des « Israélites » seraient devenues des écoles confessionnelles juives.  En outre, une partie de la « taxe des neutres », jusqu'alors partagée également entre commissions scolaires catholiques et commissions scolaires protestantes, aurait été plutôt attribuée aux nouvelles écoles juives.
Les attaques verbales et journalistiques contre la population juive étaient fréquentes et souvent violentes dans une presse écrite qui voit dans la tentative de Taschereau de réformer le système confessionnel des écoles un exemple des juifs pour tenter de miner le christianisme. Résultat de cette opposition véhémente, la communauté juive est intimidée et n'insiste pas sur la question lorsque Taschereau est forcé de retirer le projet de loi et de proposer un compromis qu'il soumet d'abord à l'examen et à l'approbation de l'Église catholique romaine. Dans le projet de loi qui en résulte, les juifs sont renvoyés dans le système d'écoles protestantes, et le conseil juif n'a pas de pouvoir sauf celui de négocier une entente avec la commission scolaire protestante.

#### Dernier mandat

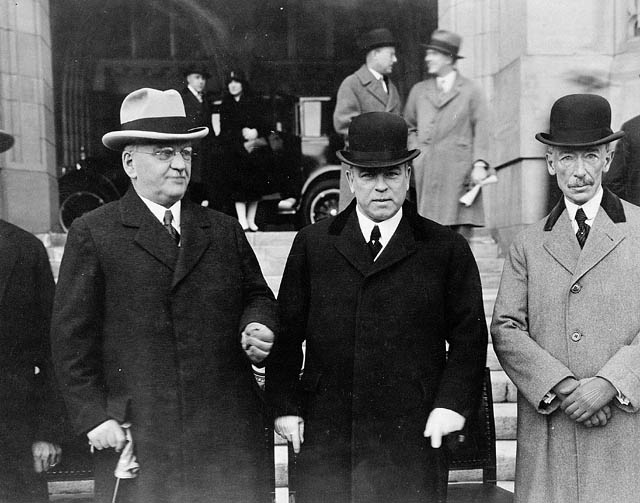
Louis-Alexandre Taschereau (à droite) avec William Lyon Mackenzie King (au centre), premier ministre du Canada et Howard Ferguson (à gauche), premier ministre de l'Ontario, au cours d'une conférence Dominion-Provincial, le 23 novembre 1927.

Les élections de 1932 sont mouvementées. Le chef du Parti conservateur du Québec, le futur maire de Montréal, Camilien Houde, est considéré comme une forme de renouveau pour la province de Québec avec son attitude populiste. Toutefois, il perd ce scrutin malgré un suffrage au-dessus de 40 %. Le système parlementaire étant ce qu'il est, les libéraux réussissent à aller chercher plus de 70 comtés.
C'est alors que Houde entreprend de contester judiciairement le résultat des élections dans tous les comtés que les libéraux ont remportés, allant même jusqu'à financer les actions judiciaires entreprises. Mal lui en prit. Aussitôt la nouvelle session parlementaire ouverte, Taschereau fait voter une loi qui oblige les contestataires à payer de leur poche directement la procédure judiciaire. Étant donné que c'est en pleine période de la Grande Dépression, les gens n'ont pas nécessairement le montant demandé, ce qui tue dans l’œuf la tentative louable de Houde pour contester l'élection.
Son gouvernement crée un certain mécontentement au sein du Parti libéral. L'aile réformiste du parti quitte les libéraux pour former un nouveau parti, l'Action libérale nationale. Paul Gouin, le fils de Lomer Gouin et petit-fils d'Honoré Mercier, se joint à ce nouveau parti. L'Action libérale nationale fusionne plus tard avec le Parti conservateur du Québec afin de former l'Union nationale sous la houlette de Maurice Duplessis, qui devient célèbre en dénonçant publiquement la corruption du gouvernement libéral de Louis-Alexandre Taschereau devant le Comité des comptes publics de l'Assemblée législative.
Taschereau démissionne après que son frère Antoine ait avoué devant le Comité des comptes qu'il avait déposé sur son compte en banque personnel, les intérêts des fonds appartenant à l'Assemblée législative. L'élection de 1936 portant au pouvoir l'Union nationale met fin à un règne libéral de 40 ans.
La longévité de Taschereau comme premier ministre et membre du parlement québécois est tout à fait remarquable. Il siège comme député pendant plus de 35 ans.
Mort quelques mois après son épouse, il est inhumé le 9 juillet 1952 dans le cimetière Notre-Dame-de-Belmont, à Québec.

## Hommages et distinctions
Louis-Alexandre Taschereau a reçu les distinctions suivantes :

### Ordres
- Officier de la Légion d'honneur (1924)
- Chevalier de l'ordre de Léopold (1925)
- Commandeur de l'Ordre de la Couronne de Belgique (1926)
- Commandeur de la Légion d'honneur (1927)
- Grand-croix de la Légion d'honneur (1934)

### Titre honorifique
- Conseiller du roi (30 juin 1903)[4]

### Titre de civilité
- Monsieur le bâtonnier[17]

### Doctorats honorifiques
- 1908 : Doctorat en droit honoris causa de l'Université Laval
- 1921 : Doctorat en droit honoris causa de l'Université de Toronto

### Autres et toponymie
- Patron d'honneur des emprunts de la Victoire de 1939 à 1945
- Président honoraire conjoint de la campagne nationale de la Croix-Rouge
- La municipalité de Taschereau a été nommée en son honneur en 1926.
- La circonscription provinciale de Taschereau a été nommée en son honneur en 1972.
- La rue Louis-Alexandre Taschereau a été nommée en son honneur, en 1996, dans la ville de Québec.
- Une plaque est présente au 425, Grande Allée Est à Québec de ce bâtiment patrimonial qui fut son ancienne résidence[18].

## Galerie

Famille de Louis-Alexandre Taschereau
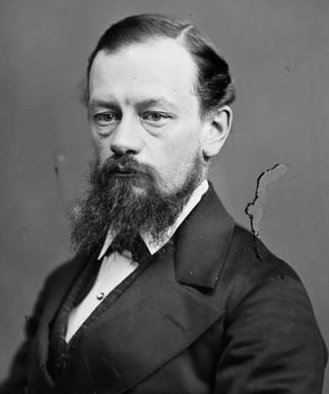
Henri-Thomas Taschereau, avocat, député de Montmagny, juge à la Cour supérieure du Québec, juge en chef du Québec et demi-frère de Louis-Alexandre Taschereau.
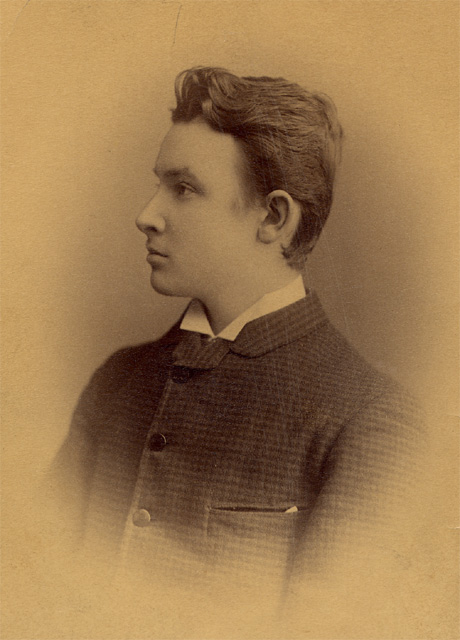
Antoine Taschereau, avocat, seigneur de Joliette, Saint-Michel et La Bouteillerie, comptable de l'Assemblée législative du Québec et frère de Louis-Alexandre Taschereau.
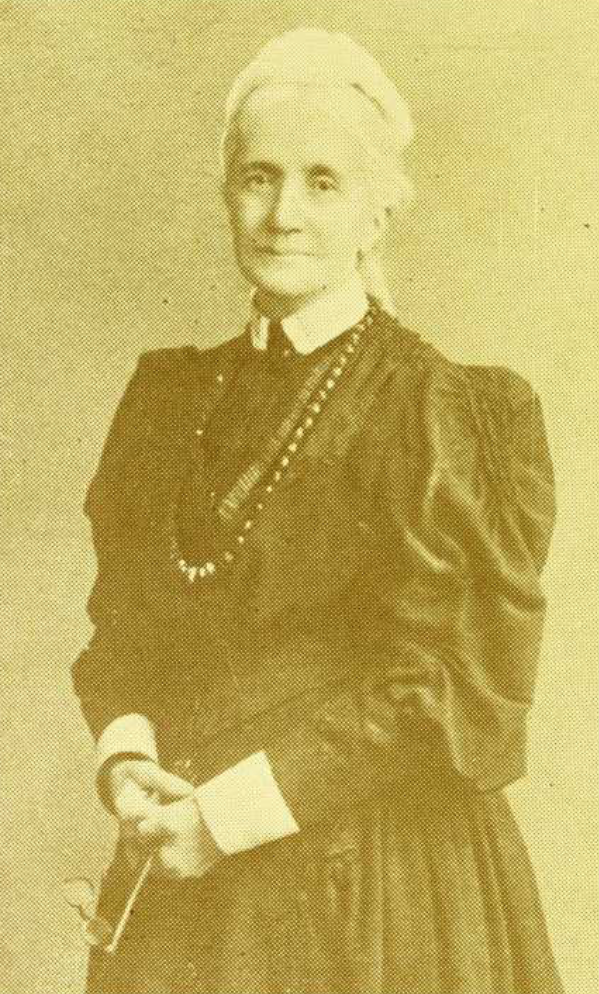
Marie-Louise-Joséphine Caron, mère de Louis-Alexandre Taschereau.
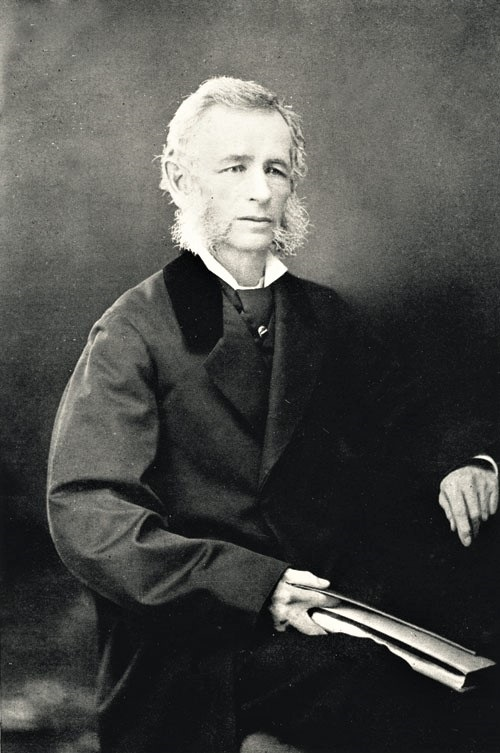
Jean-Thomas Taschereau (fils), avocat, juge à la Cour supérieure du Québec, Cour du banc de la reine et la Cour suprême du Canada, et père de Louis-Alexandre Taschereau.
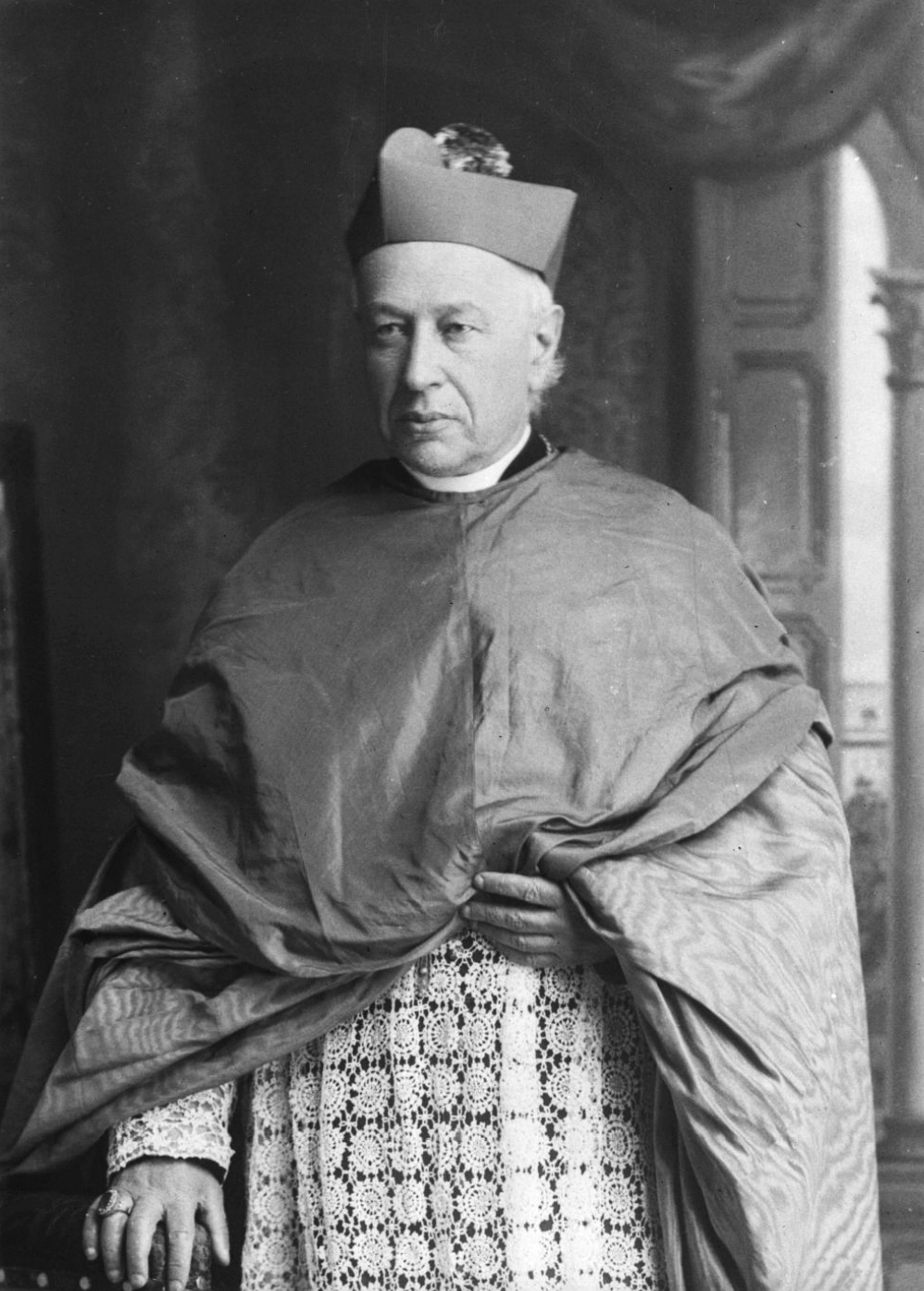
Elzéar-Alexandre Taschereau, supérieur du Séminaire de Québec, recteur de l'Université Laval, archevêque de Québec, Cardinal de l'Église catholique et oncle de Louis-Alexandre Taschereau.
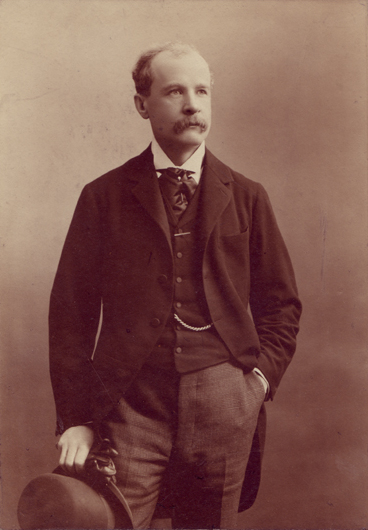
Charles Fitzpatrick, député provincial et fédéral de Québec, solliciteur général du Canada, ministre de la Justice, double bâtonnier du Québec, juge en chef du Canada, lieutenant-gouverneur du Québec et oncle par alliance de Louis-Alexandre Taschereau.
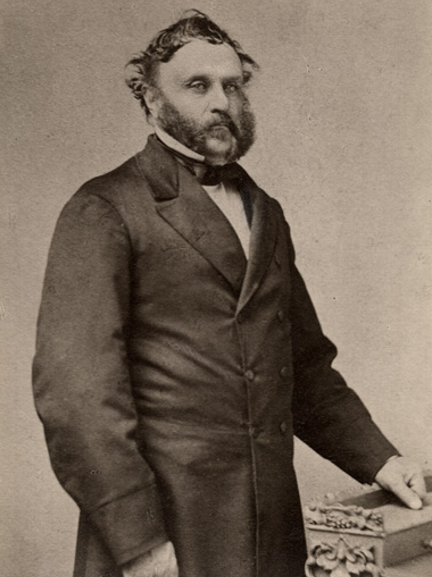
Elzéar-Henri Juchereau Duchesnay, seigneur de Sainte-Marie, militaire, avocat, conseiller législatif de la province du Canada, sénateur canadien et oncle par alliance de Louis-Alexandre Taschereau.
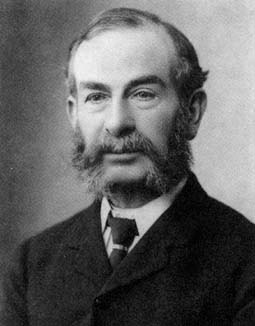
Edward Routh, mathématicien canado-anglais, inventeur du critère de Routh-Hurwitz et du théorème de Routh, prix Smith de 1854, prix Adams de 1877 et cousin de Louis-Alexandre Taschereau.
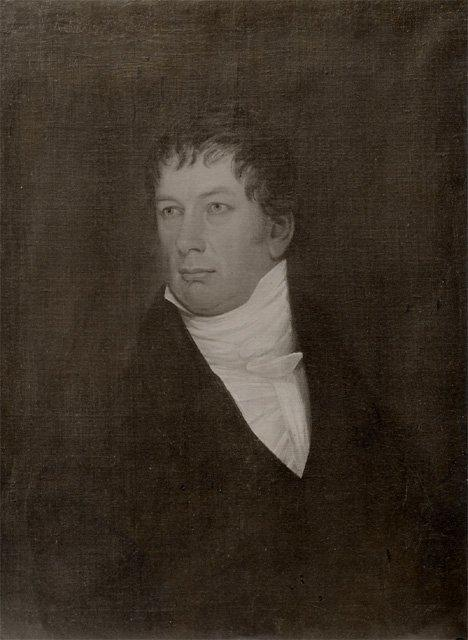
Jean-Thomas Taschereau (père), avocat, homme d'affaires, militaire, député bas-canadien, conseiller législatif bas-canadien et grand-père paternel de Louis-Alexandre Taschereau.
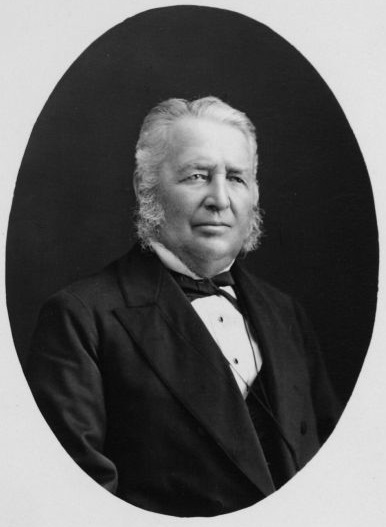
René-Édouard Caron, avocat, député bas-canadien, maire de Québec, double bâtonnier du Bas-Canada, juge à la Cour supérieure du Québec et la Cour du banc de la reine, lieutenant-gouverneur du Québec et grand-père maternel de Louis-Alexandre Taschereau
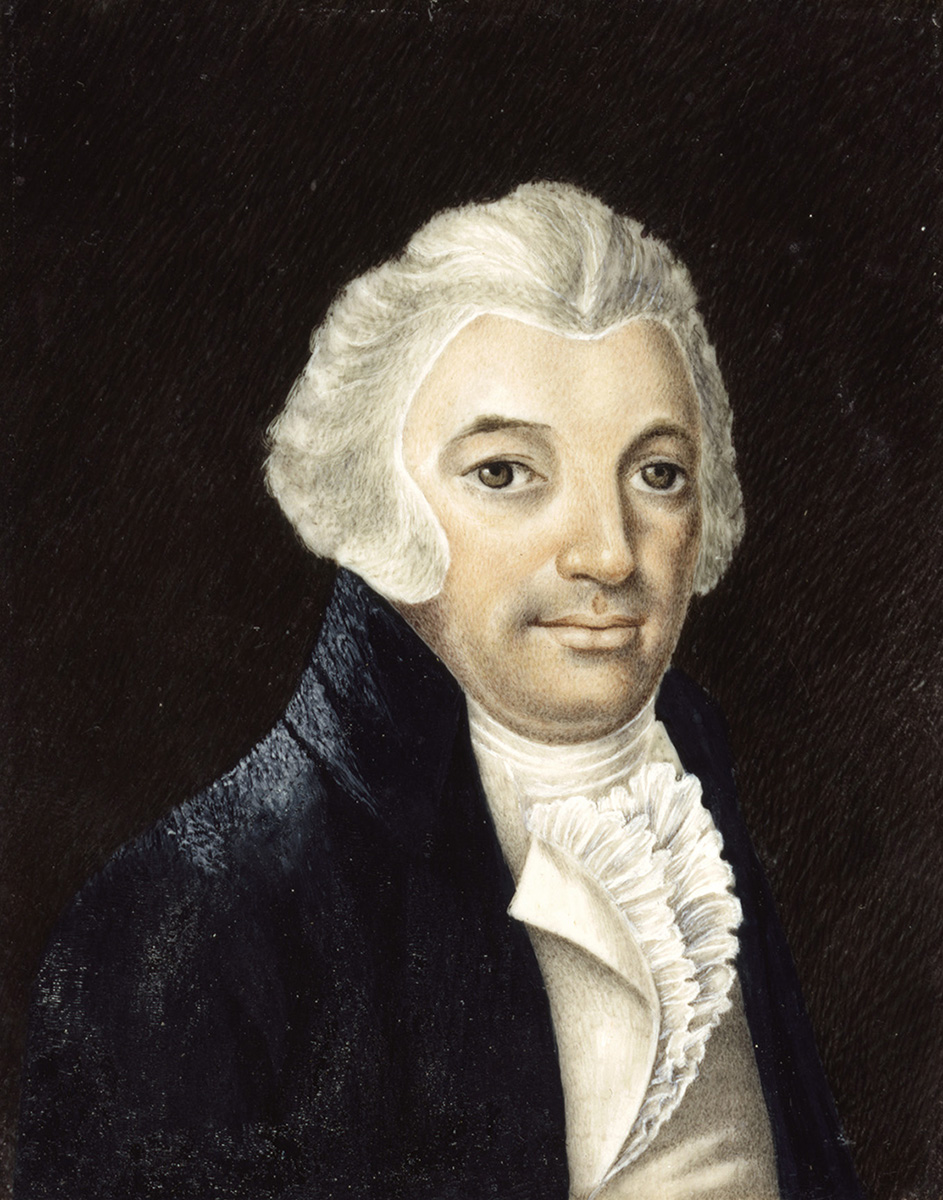
Gabriel-Elzéar Taschereau, seigneur de Sainte-Marie, militaire (Invasion du Québec), fonctionnaire, juge de paix, député bas-canadien, grand voyer du district de Québec, conseiller législatif bas-canadien et arrière-grand-père paternel de Louis-Alexandre Taschereau.
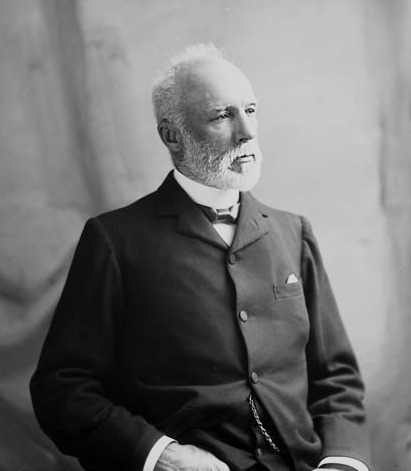
Henri-Elzéar Taschereau, avocat, juriste, professeur, homme politique, député de Beauce, premier Canadien français à devenir juge en chef du Canada et parent éloigné de Louis-Alexandre Taschereau.
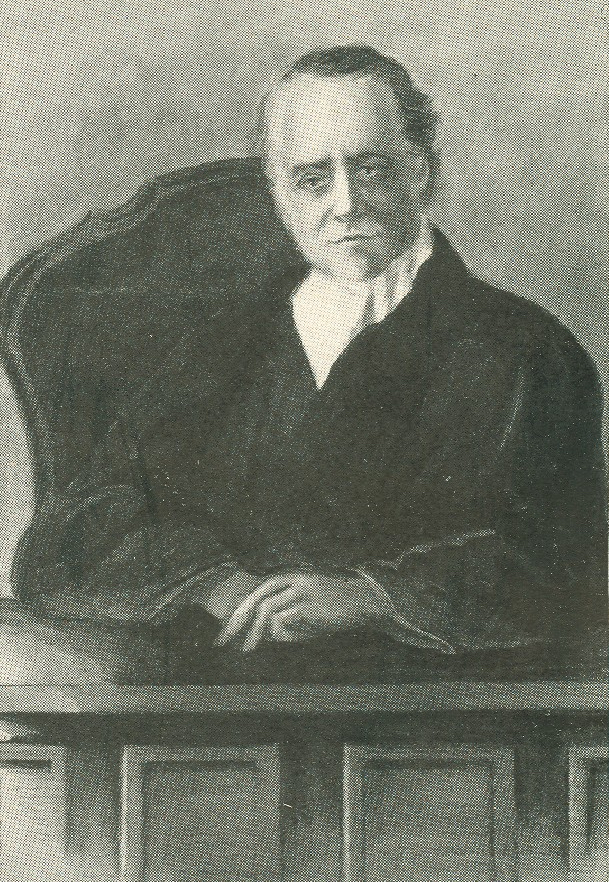
Joseph-André Taschereau, avocat, homme politique, député de Beauce, député de Dorchester, solliciteur général du Bas-Canada et parent éloigné de Louis-Alexandre Taschereau.

## Résultats électoraux

### Résultats électoraux de Louis-Alexandre Taschereau
|       | Nom                        | Parti        | Nombre de voix | %     | Maj.  |
| ----- | -------------------------- | ------------ | -------------- | ----- | ----- |
|       | Louis-Philippe Pelletier   | Conservateur | 1 919          | 72 %  | 1 171 |
|       | Louis-Alexandre Taschereau | Libéral      | 748            | 28 %  | -     |
| Total | Total                      | Total        | 2 667          | 100 % |       |

|       | Nom                        | Parti        | Nombre de voix | %      | Maj. |
| ----- | -------------------------- | ------------ | -------------- | ------ | ---- |
|       | Louis-Alexandre Taschereau | Libéral      | 1 356          | 64,5 % | 611  |
|       | Édouard Bouffard           | Conservateur | 745            | 35,5 % | -    |
| Total | Total                      | Total        | 2 101          | 100 %  |      |

|       | Nom                        | Parti   | Nombre de voix    | %                 | Maj.              |
| ----- | -------------------------- | ------- | ----------------- | ----------------- | ----------------- |
|       | Louis-Alexandre Taschereau | Libéral | (sans opposition) | (sans opposition) | (sans opposition) |
| Total | Total                      | Total   | -                 | -                 |                   |

|       | Nom                        | Parti        | Nombre de voix | %      | Maj. |
| ----- | -------------------------- | ------------ | -------------- | ------ | ---- |
|       | Louis-Alexandre Taschereau | Libéral      | 1 416          | 71,1 % | 840  |
|       | Jean-Baptiste Bernier      | Conservateur | 576            | 28,9 % | -    |
| Total | Total                      | Total        | 1 992          | 100 %  |      |

|       | Nom                        | Parti        | Nombre de voix | %      | Maj. |
| ----- | -------------------------- | ------------ | -------------- | ------ | ---- |
|       | Louis-Alexandre Taschereau | Libéral      | 1 335          | 62,4 % | 531  |
|       | Charles Cauchon            | Conservateur | 804            | 37,6 % | -    |
| Total | Total                      | Total        | 2 139          | 100 %  |      |

|       | Nom                        | Parti        | Nombre de voix | %      | Maj. |
| ----- | -------------------------- | ------------ | -------------- | ------ | ---- |
|       | Pierre D'Auteuil (sortant) | Conservateur | 1 778          | 50,8 % | 58   |
|       | Louis-Alexandre Taschereau | Libéral      | 1 720          | 49,2 % | -    |
| Total | Total                      | Total        | 3 498          | 100 %  |      |

|       | Nom                        | Parti              | Nombre de voix | %      | Maj. |
| ----- | -------------------------- | ------------------ | -------------- | ------ | ---- |
|       | Louis-Alexandre Taschereau | Libéral            | 1 441          | 54,5 % | 239  |
|       | Armand Lavergne            | Ligue nationaliste | 1 202          | 45,5 % | -    |
| Total | Total                      | Total              | 2 643          | 100 %  |      |

|       | Nom                        | Parti        | Nombre de voix | %      | Maj. |
| ----- | -------------------------- | ------------ | -------------- | ------ | ---- |
|       | Louis-Alexandre Taschereau | Libéral      | 1 732          | 68,6 % | 940  |
|       | Aimé Dion                  | Conservateur | 792            | 31,4 % | -    |
| Total | Total                      | Total        | 2 524          | 100 %  |      |

|       | Nom                        | Parti   | Nombre de voix    | %                 | Maj.              |
| ----- | -------------------------- | ------- | ----------------- | ----------------- | ----------------- |
|       | Louis-Alexandre Taschereau | Libéral | (sans opposition) | (sans opposition) | (sans opposition) |
| Total | Total                      | Total   | -                 | -                 |                   |

|       | Nom                        | Parti        | Nombre de voix | %      | Maj. |
| ----- | -------------------------- | ------------ | -------------- | ------ | ---- |
|       | Louis-Alexandre Taschereau | Libéral      | 1 599          | 61,6 % | 604  |
|       | Armand Lavergne            | Conservateur | 995            | 38,4 % | -    |
| Total | Total                      | Total        | 2 594          | 100 %  |      |

|       | Nom                        | Parti   | Nombre de voix    | %                 | Maj.              |
| ----- | -------------------------- | ------- | ----------------- | ----------------- | ----------------- |
|       | Louis-Alexandre Taschereau | Libéral | (sans opposition) | (sans opposition) | (sans opposition) |
| Total | Total                      | Total   | -                 | -                 |                   |

|       | Nom                        | Parti                    | Nombre de voix | %      | Maj. |
| ----- | -------------------------- | ------------------------ | -------------- | ------ | ---- |
|       | Louis-Alexandre Taschereau | Libéral                  | 1 989          | 58,7 % | 621  |
|       | Louis-Charles Francoeur    | Conservateur             | 1 368          | 40,4 % | -    |
|       | Aimé Dion                  | Conservateur indépendant | 29             | 0,9 %  | -    |
| Total | Total                      | Total                    | 3 386          | 100 %  |      |

|       | Nom                        | Parti   | Nombre de voix | %      | Maj. |
| ----- | -------------------------- | ------- | -------------- | ------ | ---- |
|       | Louis-Alexandre Taschereau | Libéral | 2 196          | 56,3 % | 489  |
|       | Joseph-Félix Roy           | ALN     | 1 707          | 43,7 % | -    |
| Total | Total                      | Total   | 3 903          | 100 %  |      |

### Résultats électoraux du Parti libéral du Québec sous Taschereau
| Partis | Partis                   | Chef                       | Candidats | Sièges | Sièges | Voix    | Voix   | Voix     |
| Partis | Partis                   | Chef                       | Candidats | 1919   | Élus   | Nb      | %      | +/-      |
| --- | ------------------------ | -------------------------- | --------- | ------ | ------ | ------- | ------ | -------- |
| | Libéral                  | Louis-Alexandre Taschereau | 83        | 74     | 64     | 149 730 | 51,5 % | -0,39 %  |
| | Conservateur             | Arthur Sauvé               | 66        | 5      | 20     | 114 285 | 39,3 % | -22,36 % |
| | Libéral indépendant      | Libéral indépendant        | 10        | -      | -      | 5 586   | 1,9 %  | -14,97 % |
| | Ouvrier ministériel      |                            | 3         | -      | -      | 5 554   | 1,9 %  | -9,40 %  |
| | Libéral opposition       | Libéral opposition         | 3         | -      | 1      | 3 684   | 1,3 %  | -        |
| | Fermier opposition       |                            | 3         | -      | -      | 3 180   | 1,1 %  | -        |
| | Ouvrier opposition       |                            | 3         | -      | -      | 2 439   | 0,8 %  | -        |
| | Ouvrier                  |                            | 1         | 2      | 0      | 925     | 0,3 %  | -        |
| | Conservateur indépendant | Conservateur indépendant   | 1         | -      | -      | 335     | 0,1 %  | -        |
| | Indépendant              | Indépendant                | 6         | -      | -      | 4 931   | 1,7 %  | -        |
| Total | Total                    | Total                      | 179       | 81     | 85     | 290 649 | 100 %  |          |
| Le taux de participation lors de l'élection était de 62 % et 3 808 bulletins ont été rejetés. Il y avait 513 224 personnes inscrites sur la liste électorale pour l'élection, toutefois seules 474 794 personnes avaient plus d'un candidat dans leur district. |                          |                            |           |        |        |         |        |          |

| Partis | Partis              | Chef                       | Candidats | Sièges | Sièges | Voix    | Voix   | Voix    |
| Partis | Partis              | Chef                       | Candidats | 1923   | Élus   | Nb      | %      | +/-     |
| --- | ------------------- | -------------------------- | --------- | ------ | ------ | ------- | ------ | ------- |
| | Libéral             | Louis-Alexandre Taschereau | 85        | 64     | 74     | 188 687 | 59,3 % | +7,82 % |
| | Conservateur        | Arthur Sauvé               | 67        | 20     | 9      | 109 105 | 34,3 % | -5,01 % |
| | Libéral indépendant | Libéral indépendant        | 7         | -      | 1      | 9 345   | 2,9 %  | +1,02 % |
| | Ouvrier             |                            | 2         | 0      | 1      | 6 774   | 2,1 %  | -0,94 % |
| | Indépendant         | Indépendant                | 6         | -      | -      | 4 050   | 1,3 %  | -       |
| Total | Total               | Total                      | 167       | 84     | 85     | 317 961 | 100 %  |         |
| Le taux de participation lors de l'élection était de 62,9 % et 2 843 bulletins ont été rejetés. Il y avait 569 018 personnes inscrites sur la liste électorale pour l'élection, toutefois seules 509 935 personnes avaient plus d'un candidat dans leur district. |                     |                            |           |        |        |         |        |         |

| Partis | Partis                   | Chef                       | Candidats | Sièges | Sièges | Voix    | Voix   | Voix    |
| Partis | Partis                   | Chef                       | Candidats | 1927   | Élus   | Nb      | %      | +/-     |
| --- | ------------------------ | -------------------------- | --------- | ------ | ------ | ------- | ------ | ------- |
| | Libéral                  | Louis-Alexandre Taschereau | 90        | 74     | 79     | 268 732 | 54,9 % | -4,46 % |
| | Conservateur             | Camillien Houde            | 90        | 9      | 11     | 213 223 | 43,5 % | +9,23 % |
| | Ouvrier                  |                            | 4         | 1      | 0      | 2 164   | 0,4 %  | -1,69 % |
| | Conservateur indépendant | Conservateur indépendant   | 5         | -      | -      | 1 295   | 0,3 %  | -       |
| | Libéral indépendant      | Libéral indépendant        | 2         | 1      | -      | 1 065   | 0,2 %  | -2,72 % |
| | Indépendant              | Indépendant                | 5         | -      | -      | 3 216   | 0,7 %  | -0,61 % |
| Total | Total                    | Total                      | 196       | 85     | 90     | 489 695 | 100 %  |         |
| Le taux de participation lors de l'élection était de 77 % et 4 190 bulletins ont été rejetés. Il y avait 641 324 personnes inscrites sur la liste électorale pour l'élection. |                          |                            |           |        |        |         |        |         |

| Partis | Partis                   | Chef                       | Candidats | Sièges | Sièges | Voix    | Voix   | Voix     |
| Partis | Partis                   | Chef                       | Candidats | 1931   | Élus   | Nb      | %      | +/-      |
| --- | ------------------------ | -------------------------- | --------- | ------ | ------ | ------- | ------ | -------- |
| | Libéral                  | Louis-Alexandre Taschereau | 90        | 79     | 47     | 251 127 | 46,8 % | -8,06 %  |
| | ALN                      | Paul Gouin                 | 52        | -      | 26     | 161 239 | 30,1 % | +30,06 % |
| | Conservateur             | Maurice Duplessis          | 34        | 11     | 16     | 98 435  | 18,4 % | -25,19 % |
| | Libéral indépendant      | Libéral indépendant        | 19        | 0      | 1      | 21 578  | 4 %    | +3,80 %  |
| | Ouvrier                  |                            | 2         | -      | -      | 2 238   | 0,4 %  | -0,02 %  |
| | Libéral ouvrier          | Libéral ouvrier            | 1         | -      | -      | 998     | 0,2 %  | -        |
| | Conservateur indépendant | Conservateur indépendant   | 1         | -      | -      | 37      | 0 %    | -0,25 %  |
| | Indépendant              | Indépendant                | 4         | -      | -      | 709     | 0,1 %  | -0,53 %  |
| Total | Total                    | Total                      | 203       | 90     | 90     | 536 361 | 100 %  |          |
| Le taux de participation lors de l'élection était de 76,2 % et 15 232 bulletins ont été rejetés. Il y avait 739 300 personnes inscrites sur la liste électorale pour l'élection, toutefois seules 724 260 personnes avaient plus d'un candidat dans leur district. |                          |                            |           |        |        |         |        |          |

### Archives
- Le fonds d'archives de Louis-Alexandre Taschereau est conservé au centre d'archives de Québec de Bibliothèque et Archives nationales du Québec. Voir en ligne